# Dumitru Bălașa

Dumitru Bălașa (n. 1 august 1911, Dealul Mare, comuna Gușoeni, județul Vâlcea- d. 22 decembrie 2002, municipiul Drăgășani, județul Vâlcea) a fost un preot ortodox și un istoric român.  

## Viața și activitatea
Dumitru Bălașa s-a născut în Gușoeni, județul Vâlcea, la 1 august 1911. Studiile secundare (seminarul teologic) le-a urmat la Râmnicu-Vâlcea între 1923-1931, fiind continuate de cele superioare la București. A absolvit Facultatea de Teologie în 1936 magna cum laude. 
Cariera sa preoțească începe odată cu hirotonisirea în 1934. A fost preot de mir în județul Romanați între 1934-1938. Începutul celui De-al Doilea Război Mondial, 1939, îl găsește în calitate de preot ajutător la parohia Ungureni din Craiova, județul Dolj. Între anii 1941-1944 a fost trimis pe frontul de Est în calitate de preot militar. Eforturile sale vor fi răsplătite ulterior cu Ordinul Steaua României cu Spadă și Panglică de Virtute Militară. Întors de pe front, se va stabili pentru o scurtă perioadă ca preot la biserica Crețeni între 1948-1950. 
Între anii 1959-1964 Dumitru Bălașa a suferit de pe urma persecuțiilor regimului comunist instaurat în România. A fost închis în perioada menționată la penitenciarele de la Aiud, Jilava și Pitești sub acuza de activitate legionară. În ciuda eliberării sale, în anii comunismului el se va afla sub supravegherea Securității. 
În urma experienței închisorii, el va reveni la activitatea preoțească, ea fiind acum dublată de valoroasă muncă de cercetare istorică. Astfel, el a fost preot la Catedrala Mitropolitană din Craiova, dar și secretar al Institutului de Istorie Națională, filiala Craiova. Dumitru Bălașa se dovedește a fi prolific și în domeniul publicisticii, fiind secretar de redacție al publicațiilor Oltenia, Monografia jud. Dolj și Mitropolia Olteniei (1967-1974). 
Cercetarea sa istorică a abordat cu predilecție subiecte de istorie regională și istorie ecleziastică. A valorificat în studiile și cercetările sale materiale inedite, sub forma de documente și inscripții, ce priveau trecutul Olteniei. Astfel se poate explica apartenența sa, în calitate de membru, în structuri precum Societatea de Științe Istorice și Asociația Slaviștilor.

## Opera
Studii ale autorului publicate în diverse reviste de specialitate: 
- Alte manuscrise ale cronicarului Dionisie Eclasiarhul, Craiova, 1941, 40 p.
- Roma Veche-cronică ortodoxă dac-o-română, Ed. Bunavestire,  1999, 27 p.
- Dobromir, marele ban al Craiovei în Mitropolia Olteniei, XII (1960), 1-2, 24-41 p.
- Valori muzeale și cărturărești din Arhiepiscopia Craiovei în Mitropolia Olteniei, XXII (1970), 5-6, 451-468 p.
- Mănăstirea Călnicul sau Cepturoaia, jud. Olt (sec. XVI) în Mitropolia Olteniei, XXIII (1974), 7-8, 513-534 p.
- Inscripții și însemnări din bisericile Olteniei în Mitropolia Olteniei, XXIV (1972), 3-4, 247-263 p.
- Cruci de piatră în Țara Românească, catagrafiate în anul 1832 în Mitropolia Olteniei, XXIV (1972), 5-6, 408-452 p.
- Luptele pandurilor și eteriștilor de pe valea Oltului în Buridava, 1972, 295-320.
- Documente privitoare la mănăstirea Coșuna-Bucovățul Vechi (sec. XVII-XIX) în Mitropolia Olteniei, XXV (1973), 3-4, 269-307 p.